# 岡田和生
岡田和生（日语：／ Okada Kazuo；1942年-）娛樂業商人，日本第16大富豪，日本環球娛樂（Universal Entertainment）前董事長、柏青哥大亨，代表作是建設在菲律賓的Manila超大酒店，內建千間客房、500張賭桌與渡假村。
出生不久後其父死於二戰，進入職業學校後開始學習機械，對機械有異於常人的興趣，畢業後前往美國，以維修日本產的映像管電視和收音機維生，同時也倒賣來自日本的二手家電，很受社區裡美國中下階層歡迎，70年代前往拉斯維加斯後受到啟發，成立了環球出租公司，打造幼童的街頭投幣娛樂器械，之後坐大開始生產賭城用的賭博機台，可以租用也能買斷的模式讓他在拉斯維加斯站穩腳跟。
90年代後反攻回日本的柏青哥市場，成為主要供應商。2000年後與巨富史提芬·艾倫·永利合作經營賭場飯店，2008年提出菲律賓的Manila計畫但是永利不太贊成，於是岡田自行獨資推動。
他也是中日韓藝術品的收藏家，2013年在箱根町成立了私人美術館。

## 被捕
2018年8月，岡田和生因與多項貪污罪嫌有關，在香港遭到廉政公署逮捕，但隔日隨即獲得交保。
曾在2015年被環球娛樂董事會指控透過香港子公司貸款約1.35億港幣採購收藏藝術品；又在去年被指控挪用公款2,000萬美元，也因此被趕出了自己一手創立的環球娛樂，環球娛樂也在聲明稿中做出切割，「岡田和生的行為，已與公司毫無瓜葛」。